# Poddębce (gmina)
Poddębce – dawna gmina wiejska istniejąca do 1939 roku w woj. wołyńskim (obecnie na Ukrainie). Siedzibą gminy były Poddębce.
W okresie międzywojennym gmina Poddębce należała do powiatu łuckiego w woj. wołyńskim. Według stanu z dnia 4 stycznia 1936 roku gmina składała się z 38 gromad. Po wojnie obszar gminy Poddębce wszedł w struktury administracyjne Związku Radzieckiego.
Zobacz też: gmina Poddębice